# Солейе, Поль
Поль Солейе (Paul Soleillet) — французский путешественник по Африке.

## Биография
В 1865—1866 гг. объездил Алжир, в 1871 году — алжирскую Сахару, в 1873 году предпринял путешествие к оазисам Туат, но проник только до Аин-Салех. Солейе вёл деятельную агитацию в пользу проведения железной дороги через Сахару из Алжира в Сенегамбию, сам в 1878—1880 гг. объездил Сенегал, но ему не удалось проникнуть в Томбукту. По поручению одной французской торговой компании Солейе в 1881 году отправился в Обок на Аденском заливе, утвердил там французское господство и в 1882 году отправился в Каффу через Шоа.

## Публикации
- «Exploration du Sahara central» (1874),
- «L’avenir de la France en Afrique» (1876),
- «L’Afrique occidentale» (1877),
- «Les voyages et découvertes de Paul S., etc., racontés par lui-même» (1881),
- «Voyages en Ethiopie» (1885);
- «Obock, le Choa, le Kaffa» (1886);
- «Voyage à Segou 1878—79» (1887).